# الإدارة الدينية لمسلمي الاتحاد السوفيتي

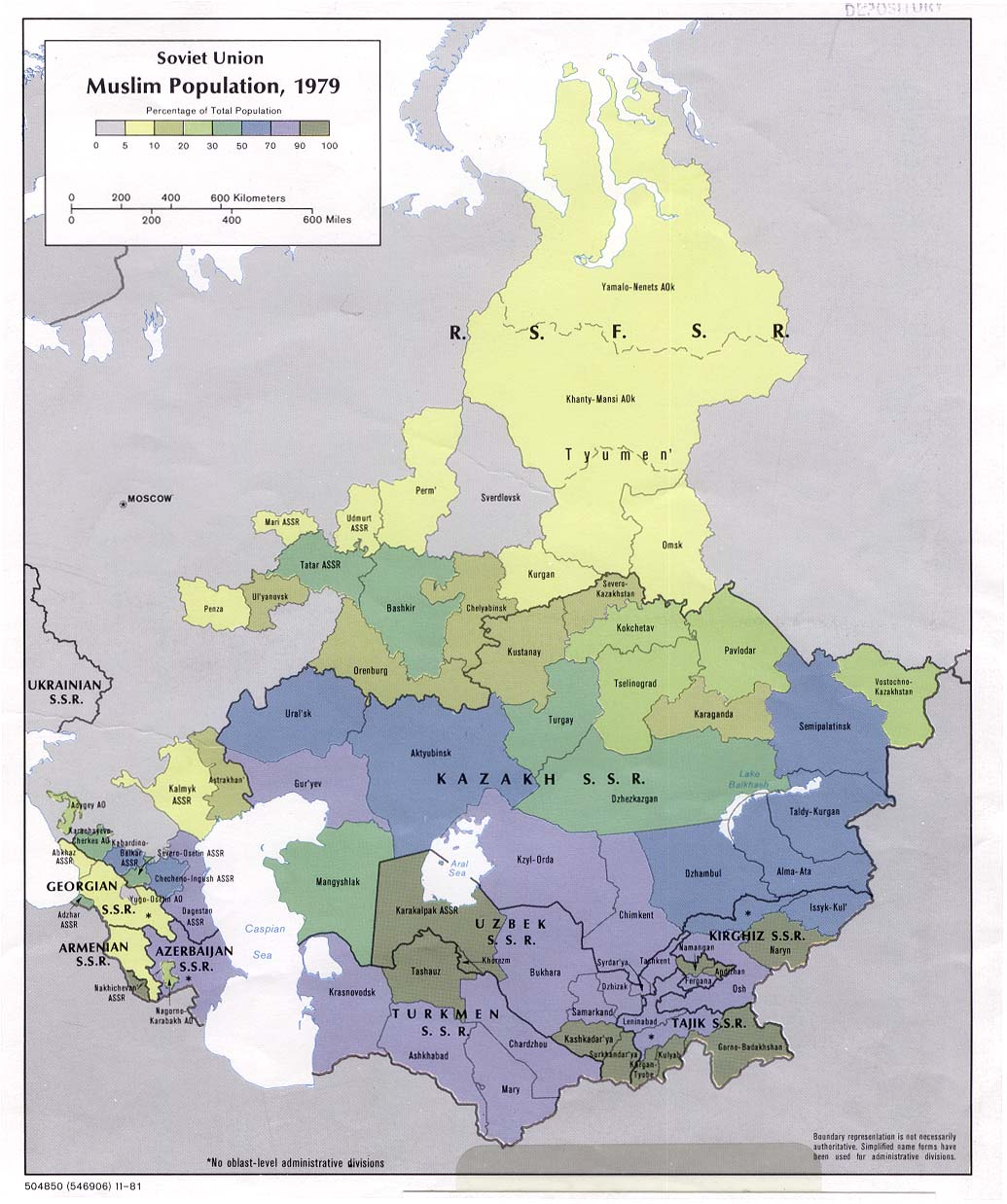
تظهر هذه الخريطة التوزيع الديموغرافي للمسلمين في الاتحاد السوفييتي عام 1979 كنسبة مئوية من السكان حسب التقسيم الإداري.

الإدارة الدينية والروحية لمسلمي آسيا الوسطى وكازاخستان (SADUM) كانت الهيئة الحاكمة الرسمية للأنشطة الإسلامية في جمهوريات آسيا الوسطى الخمس في الاتحاد السوفييتي. تحت سيطرة الدولة الصارمة، تم تكليف هذه الإدارة بتدريب رجال الدين ونشر المواد الروحية، من بين مهام أخرى. كان المقر الرئيس للهيئة في طشقند، بأوزبكستان . تأسست الهيئة في عام 1943، واستمرت لمدة 50 عامًا تقريبًا. مع تفكك الاتحاد السوفييتي، قامت الجمهوريات الخمس المستقلة حديثًا بإصلاح فروعها الخاصة من الهيئة وتحويلها إلى مؤسسات إسلامية وطنية خاصة بها.

## التاريخ

### الخلفية
تأسست أول جمعية روحية في الإمبراطورية الروسية في عام 1788 في أورينبرغ. مثل هيئة الإدارة الدينية، كانت الجمعية الروحية الإسلامية في أورينبورغ يحكمها مُفتٍ أعلى، ويُشرف على تعيين الأئمة وإدارة المساجد في جميع أنحاء الإمبراطورية.
كان الإداريون الروس متورطين في التسلسل الديني في آسيا الوسطى منذ الفتح الأولي في ستينيات القرن التاسع عشر، وخاصةً بعد خسارة الدولة الصفوية للقوقاز (داغستان، الشيشان، أذربيجان، أرمينيا، إلخ) على الرغم من أن مستوى التدخل الحكومي كان متفاوتًا في مختلف أنحاء المنطقة. وكان بعض رؤساء المناطق مسؤولين بشكل مباشر عن تعيين المدربين في المدارس الدينية المحلية، فضلًا عن تسمية المشرفين على الأوقاف الدينية. واحتفظ الزعماء الآخرون بامتيازات الرقابة، لكنهم سمحوا للمجتمع المحلي بإدارة الشؤون بشكل مستقل، والتدخل فقط عندما تنشأ النزاعات.
لقد تغير الموقف الرسمي تجاه الدين بشكل جذري في ظل السوفييت. في البداية، دعم السوفييت النشاط الديني، وخاصة نشاط التجديديين، وهم الإصلاحيون المسلمون الشباب الذين سعوا إلى التجديد في الإسلام، وهو الهدف الذي يتناسب بشكل جيد مع المُثل السوفييتية. وفي عام 1922 سمح السوفييت بإنشاء مجالس دينية محلية في جميع أنحاء آسيا الوسطى. كانت لهذه المجالس العديد من الوظائف نفسها التي ورثتها هيئة الإدارة الدينية (وإن كان على نطاق أكثر محدودية) في أربعينيات القرن العشرين. كما تم تكليف هذه المجالس بأن تكون "حلقة وصل بين الحكومة والشعب، وإجراء إصلاح الشؤون الدينية، والنضال ضد البنى الفوقية غير الضرورية للإسلام والتفسيرات الخاطئة للإسلام".
ولكن بحلول منتصف عشرينيات القرن العشرين، تغير الوضع. وبعد أن عززوا سلطتهم في المنطقة، بدأ السوفييت يظهرون موقفهم الحقيقي تجاه الدين. وعلى مدى السنوات القليلة التالية، تم إغلاق أو تدمير مئات المساجد. شهد عام 1927 بدء الحملة العسكرية، وهي محاولة لنزع الحجاب عن النساء المسلمات بالقوة. بحلول عام 1927 تم إغلاق جميع المدارس الدينية، وفي عام 1928 تم تدمير الأوقاف. وقد أدى قانون صدر عام 1929 ضد الممارسات الدينية إلى إنهاء النشاط الديني العلني في البلاد بشكل فعال. تم "تصفية" العديد من الزعماء الإسلاميين، بما في ذلك العديد من التجديديين، خلال التطهير الأعظم الذي قاده جوزيف ستالين.

### إنشاء هيئةالإدارة الدينية

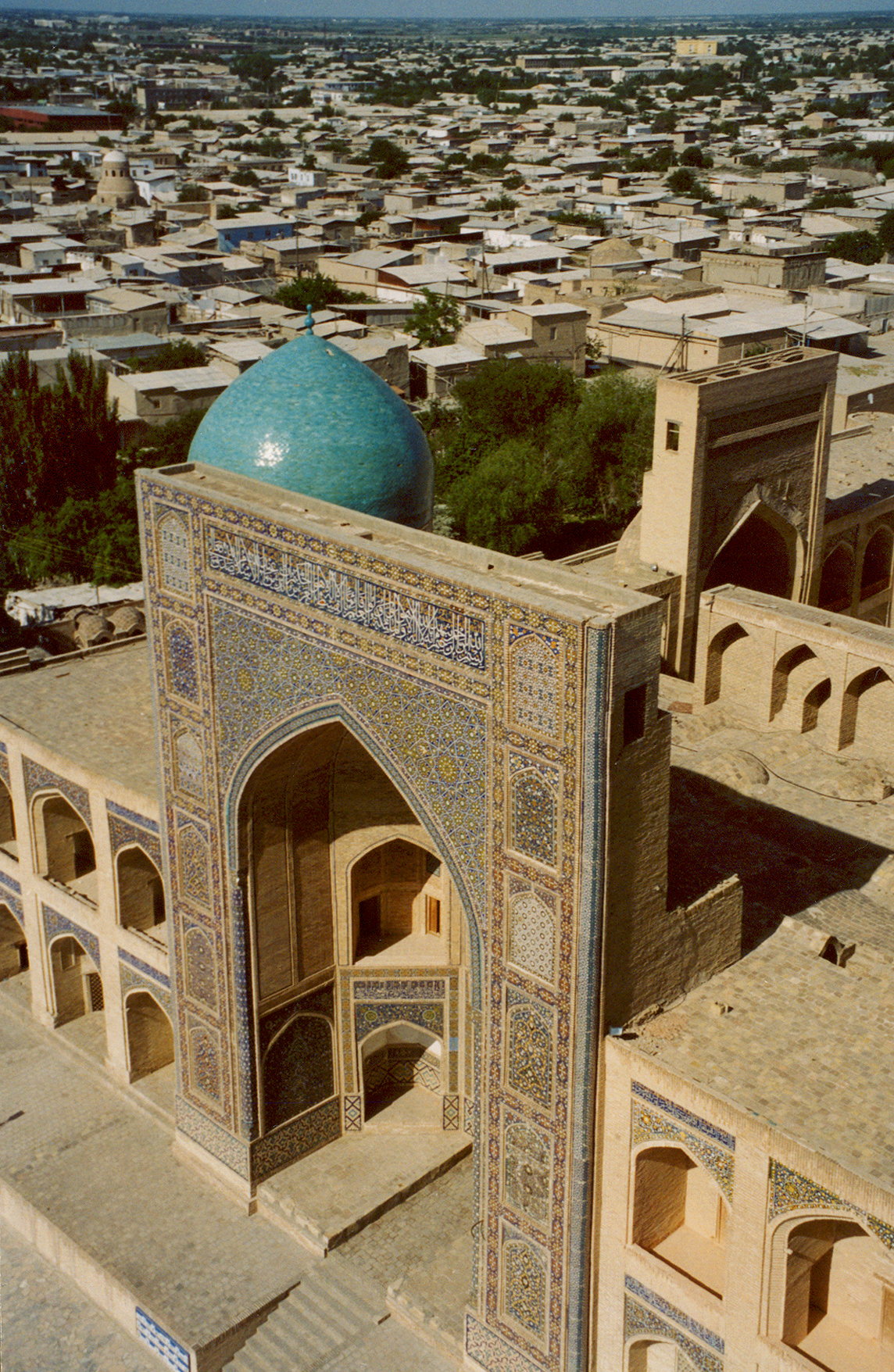
مدرسة مير العرب ببخارى

نشأت منظمة هيئة الإدارة الدينية في خضم الحرب العالمية الثانية (المعروفة في الاتحاد السوفييتي بالحرب الوطنية العظمى). كانت الحكومة السوفييتية، تناضل من أجل بقائها وتطلب دعم جميع مواطنيها، فخففت القيود المفروضة على الدين. ومع تراجع الاضطهاد الديني وبدء إعادة فتح المساجد، رأى علماء آسيا الوسطى فرصة للضغط من أجل الحصول على تنازلات.[بحاجة لمصدر]
في حزيران 1943، تقدم عدد من الأعضاء البارزين من العلماء بطلب إلى ميخائيل كالينين، رئيس هيئة رئاسة مجلس السوفييت الأعلى، للسماح بعقد مؤتمر للنخبة الدينية في آسيا الوسطى في طشقند. وفي هذا المؤتمر خططوا لوضع الأساس لمنظمة إسلامية مركزية. وزعم العلماء أن هذا التنظيم من شأنه أن يسمح لهم بتنظيم المجهود الحربي الإقليمي بشكل أفضل. ورغبة منها في تعزيز الدعم الإسلامي للحرب، وافقت هيئة الرئاسة على خطة لإنشاء الإدارة الروحية للمسلمين في آسيا الوسطى وكازاخستان، على أن يكون مقرها في طشقند. للكورلتاي الأول، تم تشكيل لجنة إعداد ضمت علماء اللاهوت البارزين من أوزبكستان، بقيادة إيشون باباخان بن عبد المجيد خان ومن كازاخستان، بقيادة الشيخ عبد الغفار شمس الدين، ومن طاجيكستان، بقيادة الشيخ صالح باباكلون، ومن قيرغيزستان، بقيادة الشيخ أوليمخون تورا شاكر، ومن تركمانيا بقيادة الشيخ آنا إيشان.
تأسست المنظمة رسميًا في 20 تشرين الأول 1943.
وكان أول رئيس لها إيشون باباخان بن عبد المجيد خان .[بحاجة لمصدر]
وتحركت الهيئة بسرعة بعد تأسيسها لإعادة فتح المؤسسات الإسلامية المحلية وإعادة تأسيس العلاقات مع العالم الإسلامي الأوسع.[بحاجة لمصدر] في عام 1945 تم عقد اجتماع مع الملك السعودي عبد العزيز بن سعود، وبعد ذلك سُمح للمسلمين السوفييت بالمشاركة في الحج. وفي العام التالي، 1946، أُعيد افتتاح مدرسة مير العرب في بخارى.
تأسس مركز ثانٍ للتعليم الإسلامي، وهو معهد الإمام البخاري الإسلامي، في طشقند عام 1971.

### كسر الهيئة
في عام 1990، أزالت كازاخستان قضائها من الهيئة وأنشأت مفتيًا مستقلًا للمسلمين في كازاخستان. تم تغيير اسم هذه المنظمة الجديدة إلى الإدارة الدينية لمسلمي كازاخستان. تم عقد كورولتاي (أو اجتماع) لمسلمي كازاخستان في كانون الثاني 1990، وفي ذلك الوقت تم تعيين راتبيك حاجي نيسانباييف، وهو أعلى شخصية في الهيئة في كازاخستان، مفتيًا جديدًا لكازاخستان. كما افتتح رئيس كازاخستان نور سلطان نزارباييف معهدًا إسلاميًا في ألماتي لتدريب الملالي.
بعد الاستقلال في عام 1991، تمت إعادة تسمية فرع أوزبكستان من الهيئة إلى مجلس مسلمي أوزبكستان. وقد تم وضعها ضمن مسؤوليات لجنة الشؤون الدينية التابعة لمجلس الوزراء.

## الهيكل
أشرفت الهيئة على الأنشطة الإسلامية في الجمهوريات السوفيتية الخمس في آسيا الوسطى. كان مقر الهيئة يقع في طشقند، حيث كان رئيس الهيئة (المعروف باسم المفتي) يشغل منصبه. تم انتخاب المفتي في اجتماع لجميع رجال الدين الإسلامي الإقليميين، والذي كان يسمى الكورولتاي. وفي الكورولتاي تم انتخاب هيئة رئاسة أيضًا، والتي كانت تُعرف باسم مجلس العلماء.
كانت الهيئة منظمة هرمية صارمة. كان لكل جمهورية مكتب تمثيلي للهيئة، والذي كان يرأسه قاضي (باستثناء أوزبكستان، التي كان يرأسها المفتي نفسه). كان كل قاضي يُعيَّن من المفتي في طشقند ويتبعه، وفي كل جمهورية كان جميع الشخصيات الدينية (مثل الأئمة والمؤذنين) تابعين لقضاتهم. تحولت الهيئات القضائية الأربع إلى هيئات دينية مستقلة بعد تفكك الاتحاد السوفييتي عام 1991.[بحاجة لمصدر]
وقد تمت مناقشة المسائل العقائدية الكبرى من قبل المفتي ومجلس العلماء، وكانت قراراتهم تبلغ بعد ذلك إلى الناس من خلال المساجد المحلية.
كان القسم الاقتصادي بالمديرية يتولى إدارة مالية المنظمة. كما اهتمت بإدارة وصيانة جميع المساجد والمعالم المعمارية الإسلامية.
كما ضم مركز الهيئة في طشقند مكتبة أيضًا. تم تأسيسها على يد إيشان باباخان، المفتي الأول للهيئة، بعد فترة وجيزة من إنشاء المنظمة. وقد تبرع بأكثر من 2000 كتاب من كتبه الخاصة للمكتبة، وبحلول عام 1980 كان لدى المكتبة أكثر من 30 ألف عمل، بما في ذلك 2000 مخطوطة. تتضمن الأعمال البارزة في المجموعة أول ترجمة كلمة بكلمة للقرآن الكريم من العربية إلى الفارسية، والتي اكتملت في عام 1267، ومسودة أصلية لمجموعة من الأحاديث من القرن العاشر.

## مفتي الهيئة
وكان مفتي الهيئة هو زعيم المنظمة. وبما أن مديرية الهيئة كانت مسؤولة عن عدد أكبر من المسلمين مقارنة بأي مديرية إسلامية أخرى في الاتحاد السوفييتي، فقد كان يُشار إلى مفتيها غالبًا باسم المفتي الأعلى أو المفتي الأكبر. تولت عائلة باباخان هذا الدور لثلاثة أجيال، امتدت تقريبًا طوال فترة وجود الهيئة.
قام ضياء الدين باباخان بإزالة محمد جان الهندوستاني من مجلس العلماء بعد أن وصفه الهندوستاني بأنه "وهابي". كان مصطلح "الوهابي" مصطلحًا يُستخدم في منطقة وادي فرغانة للعلماء الذين انحرفت فتاواهم عن التفسيرات الحنفية التقليدية، واتجهتهم نحو التشدد والسلفية والوهابية، حيث كان الوهابيون يريدون تدمير المعالم الإسلامية في آسيا الوسطى، في حين عارض الحنفيون ذلك باعتباره جزءًا من تاريخهم المادي، ودلالةً على جماليات الإسلام.
في آذار 1989 تم تنظيم انقلاب داخلي ضد مفتي باباخان الأخير على يد محمد صديق محمد يوسف، وهو إمام تلقى تعليمه في الخارج من أنديجان. بعد سقوط الاتحاد السوفييتي وتقسيم الهيئة إلى منظمات مستقلة تديرها الدولة، أصبح محمد يوسف أول مفتي لأوزبكستان، ولكن تمت إزالته من منصبه في عام 1993.

### قائمة المفتين
- إيشان باباخان (1861–1957، مفتي 1943–1957)[بحاجة لمصدر]
- ضياء الدين باباخان (1908–1982، مفتي 1957–1982)[بحاجة لمصدر]
- شمس الدين باباخان (مفتي 1982-1989)[بحاجة لمصدر]
- محمد صديق محمد يوسف (1952-2015، مفتي 1989-1993)[بحاجة لمصدر]

## المنشورات
كان لدى الهيئة قسم نشر خاص يقوم بطباعة وتوزيع مجموعة متنوعة من الأدبيات. بدأت مجلة "مسلمو الشرق السوفييتي" في النشر بشكل مستمر بأربع لغات (العربية، الفرنسية، الإنجليزية، والأزبكية) بدءًا من عام 1969. وقد قامت هيئة العلماء بدور هيئة تحرير المجلة.
كما دعمت الهيئة أيضًا العديد من طبعات القرآن الكريم. صدرت الطبعة الأولى عام 1957، بينما صدرت الطبعة الثانية على النموذج المصري عام 1960. وفي الفترة من عام 1969 إلى عام 1970 صدرت نسخة أخرى، مستندة إلى نسخة محلية من القرآن الكريم كتبت عام 1913 بخط النسخ. نُشرت النسخة الرابعة من القرآن الكريم في عام 1977.
تتضمن منشورات الهيئة ما يلي:
- المعالم التاريخية الإسلامية في الاتحاد السوفيتي (1962)
- الأدب المفرد (1970)
- صحيح البخاري (1974)
- ثلاثية البخاري (1974)

## طالع أيضًا
- الإسلام في آسيا الوسطى
- الإسلام في الاتحاد السوفييتي
- الإسلام في كازاخستان
- الإسلام في قيرغيزستان
- الإسلام في تركمانستان
- الإسلام في طاجيكستان
- الإسلام في أوزبكستان
- المفتي في الاتحاد السوفيتي
- قائمة المفتين الإسلاميين [الإنجليزية]